# August Desch
August Georg "Gus" Desch, född 12 december 1898 i Newark i New Jersey, död 14 november 1964 i Evanston, Illinois, var en amerikansk friidrottare.
Desch blev olympisk bronsmedaljör på 400 meter häck vid sommarspelen 1920 i Antwerpen.